# Lene Jenssen
Lene Jenssen (* 22. April 1957 in Fredrikstad) ist eine ehemalige norwegische Schwimmerin, die 1978 eine Silbermedaille bei den Weltmeisterschaften gewann.

## Leben
Lene Jenssen nahm 1976 an den Olympischen Spielen in Montreal teil. Im 100-Meter-Freistilschwimmen war sie Zweite in ihrem Vorlauf und schied dann als Siebte ihres Halbfinales aus. 1977 belegte sie bei den Europameisterschaften in Jönköping den fünften Platz.
1978 startete Lene Jenssen bei den Weltmeisterschaften in West-Berlin in drei Disziplinen. Mit der 4-mal-100-Meter-Freistilstaffel und im 200-Meter-Lagenschwimmen schied sie jeweils im Vorlauf aus. Über 100 Meter Freistil erreichte sie das Finale und gewann in 56,82 Sekunden die Silbermedaille hinter Barbara Krause aus der DDR. Lene Jenssen war die erste Norwegerin, die eine Medaille bei Schwimmweltmeisterschaften gewinnen konnte. Sie wurde 1978 mit der Morgenbladet-Goldmedaille ausgezeichnet und zu Norwegens Sportlerin des Jahres gewählt. An den Olympischen Spielen 1980 konnte Lene Jenssen  wegen des Olympiaboykotts nicht teilnehmen.
Die vielfache norwegische Landesmeisterin studierte und trainierte an der University of California, Berkeley und startete für deren Mannschaft, die California Golden Bears. Sie war mit dem schwedischen Schwimmer Per Holmertz verheiratet, die Ehe wurde aber später geschieden.